# St. Petrus (Wörth, Landkreis Erding)

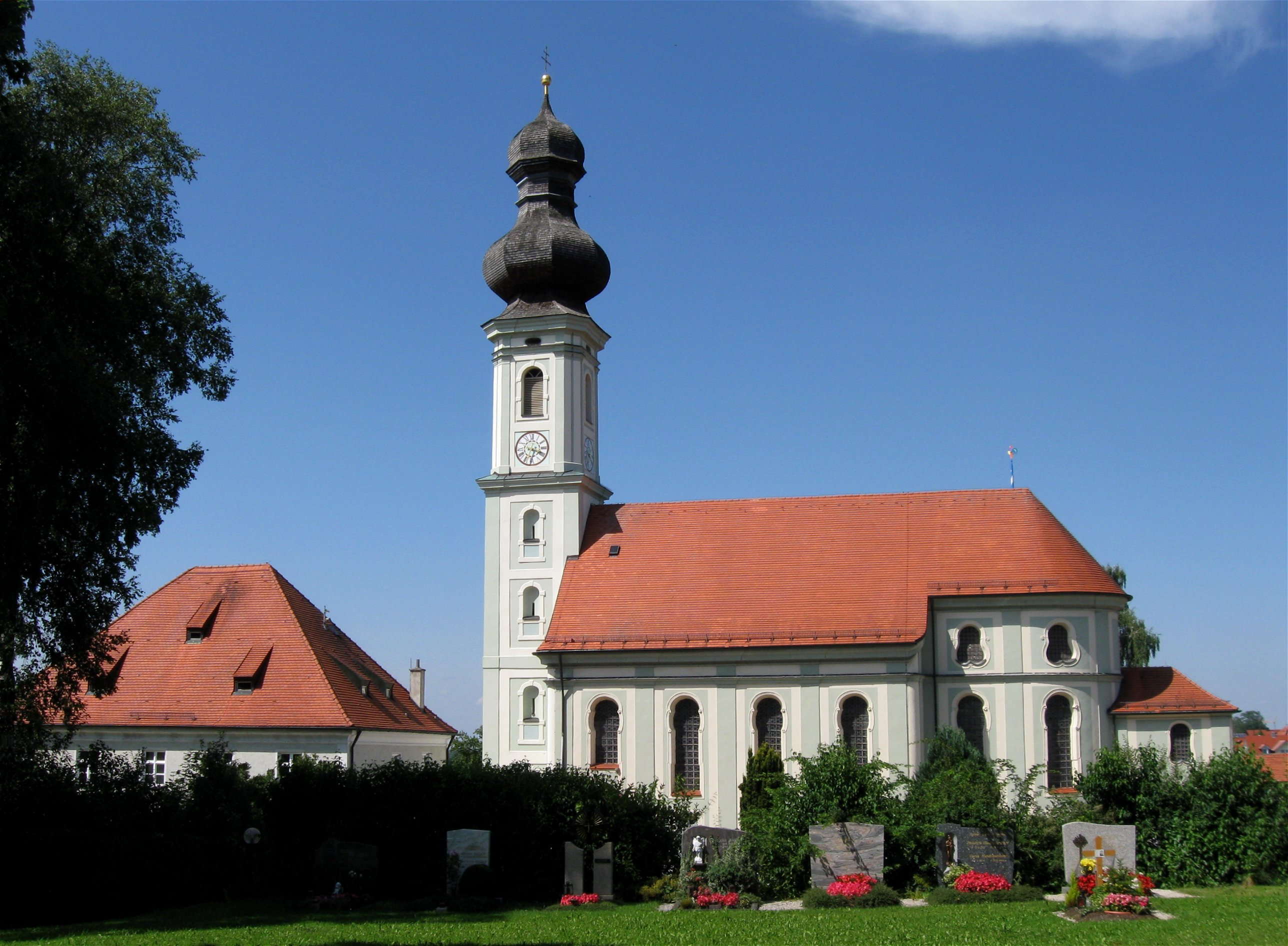
St. Petrus in Wörth

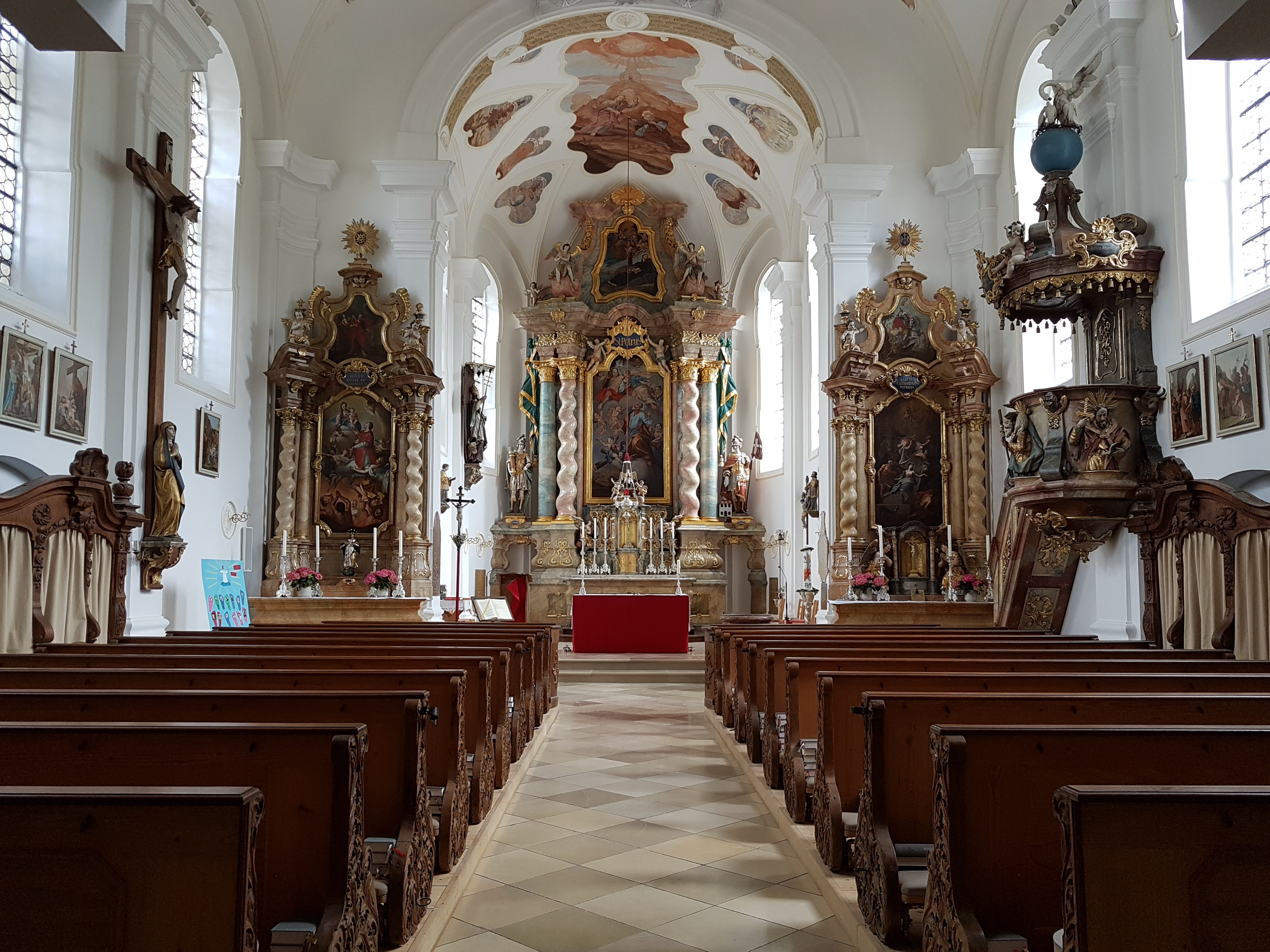
Innenraum

Die römisch-katholische Pfarrkirche St. Petrus steht in Wörth, einer Gemeinde im oberbayerischen Landkreis Erding. Sie gehört zu den Baudenkmalen in Wörth und ist in der Bayerischen Denkmalliste unter der Nummer D-1-77-144-1 eingetragen. Die Kirche ist Teil des Dekanats Erding im Erzbistum München und Freising.

## Beschreibung
Die barocke Saalkirche wurde in den Jahren 1736 bis 1740 nach einem Entwurf von Johann Baptist Lethner erbaut. Sie besteht aus dem Langhaus, dem eingezogenen, halbrund geschlossenen Chor im Osten, an dessen Stirnseite die Sakristei angebaut ist, und dem Kirchturm im Westen. Sein oberstes Geschoss enthält die Turmuhr und den Glockenstuhl. Darauf sitzt eine doppelte Zwiebelhaube. 
Der Innenraum ist mit einem Stichkappengewölbe überspannt. Bei einem Brand im März 2016 wurden der Hochaltar und weitere Teile der Kirchenausstattung schwer beschädigt. Die 1800 von Joseph Schweinacher gebaute Orgel wurde 2019 durch einen Neubau der Orgelbauwerkstatt Heiß aus Vöhringen ersetzt.